# Balliol College

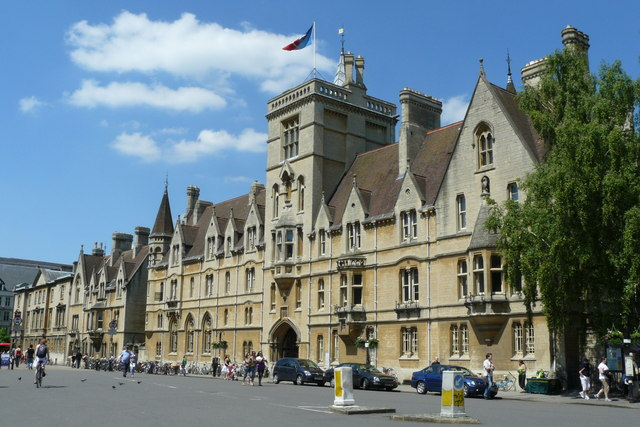
Balliol College

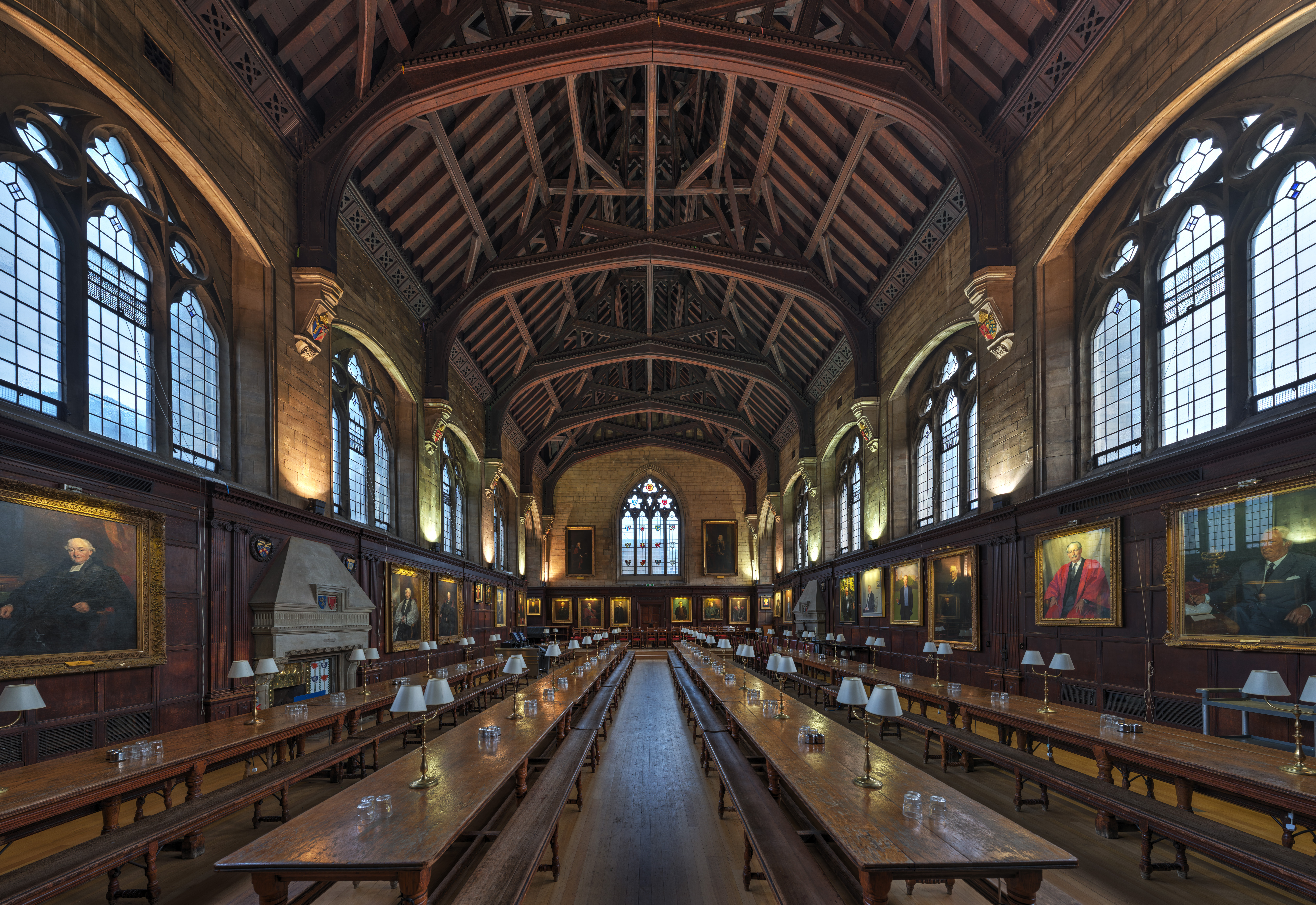
Speisesaal des Balliol College

Das Balliol College [ˈbeɪliəl ˈkɒlɪd͡ʒ] ist eines der konstituierenden Colleges der Universität Oxford; es wurde um 1263 gegründet.
Seine Studenten gehören traditionell zu den politisch aktivsten der Universität, zu den Ehemaligen des Colleges gehören mehrere Premierminister. Balliol ist zudem – verglichen mit den anderen Colleges – das mit den meisten ausländischen Studenten.
Während Benjamin Jowetts Rektorat im 19. Jahrhundert stieg das Balliol auf einen der ersten Plätze unter den Colleges auf und spielt auch heute noch eine bedeutende Rolle. H. H. Asquith sagte, dass die Menschen des Balliol „das ruhige Bewusstsein einer mühelosen Überlegenheit“ besäßen.
Das Balliol College wurde um 1263 von John de Balliol unter der Führung des Bischofs von Durham gegründet. Nach seinem Tod 1269 traf seine Witwe Dervorguilla de Balliol Vorkehrungen für den dauerhaften Bestand des Colleges; sie besorgte Kapital und formulierte 1282 die College-Statuten, die heute noch erhalten sind.
Das offizielle Wappen des Colleges wurde auf Grund ihrer hohen Verdienste um das College Ende des 18. Jahrhunderts zwischen dem der Balliol (Schild im Schild rot/silber) und der Galloway (gewendeter silberner Löwe auf blauem Grund) geteilt.

### Sonstige

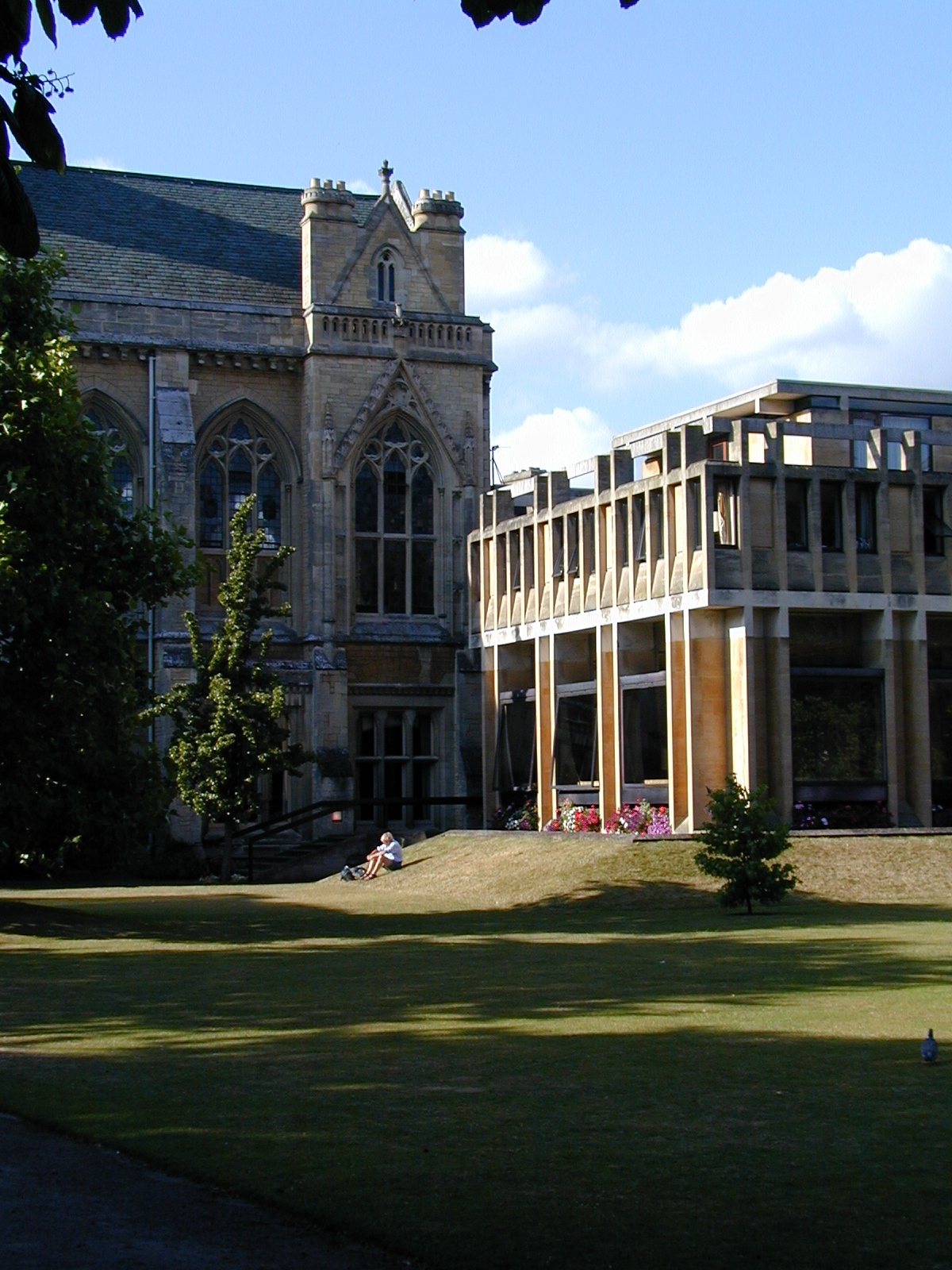
Blick vom Garten auf die Gebäude des Balliol College.

## Ehemalige Studenten des Balliol College

### Wirtschaft
- William Beveridge
- George Douglas Howard Cole
- Gavyn Davies
- Ian Davis
- Charles Stanton Devas
- Francis Edgeworth
- John Richard Hicks
- Donald Macdougall
- Walt Whitman Rostow
- Adam Smith
- Lester Thurow
- Arnold Toynbee

### Geschichte
- James H. Billington
- Daniel J. Boorstin
- Peter Calvocoressi
- Donald Creighton
- Charles Harding Firth
- Christopher Hill
- Christoph Kampmann
- Klemens von Klemperer
- Philip Longworth
- Harold James Ruthven Murray
- Lewis Bernstein Namier
- Richard Southern
- Richard Henry Tawney
- Arnold J. Toynbee
- Patrick Wormald
- Erik Olin Wright

### Recht
- Henry Bathurst
- Thomas Bingham
- Charles Bowen
- George Carman
- Joseph Chitty
- John Coleridge
- Thomas Coventry
- Albert Venn Dicey
- Charles Isaac Elton
- John Marshall Harlan II
- Brian Hutton
- Nicholas Katzenbach
- Roger Ludlow
- Mathew Thorpe
- Theodore Henry Tylor